# 丘世文
丘世文（1951年—1998年），出生于香港，是《號外》雜誌的創辦人，被譽為該雜誌“文化鐵三角”中的一位，亦是作家及傳媒工作者。1974年於香港大學英國及比較文學系畢業，並獲獎學金到法國巴黎第四大學高等研究院攻讀中國比較文學博士課程，及後放棄奬學金，於1975年回港並加入麗的電視台工作，1年後晉升人事部經理。1978年創辦號外雜誌，1986年考取專業會計師資格。1998年10月患腦癌去世。
丘世文為香港著名愛書人及藏書家，他涉獵中外讀物數萬種，潛心文學，哲學，音樂及藝術領域。死後其家人將整批贈送澳門大學。贈書數量約12,000冊，是澳門圖書館界其中一次最大宗贈書接收。
丘世文以多個筆名在號外雜誌創作，部分結集成書，以作者本名推出。著作包括《周日床上》、《同行四分一世紀》、《愛恨香港》、《在香港長大》、《創業經營法則》及《慳稅精要》等。96至97年間丘替明報寫文化副刊專欄，文章收錄在《一人觀眾》一書內。
2016年2月28日，香港電台《文化樹下》節目為丘世文製作了一個頗為詳盡的紀念專輯。

## 出生及教育
丘世文少時家住九龍，家中排行第六。就讀喇沙小學和喇沙書院，中六時放棄理科，轉讀文科。大學時選讀香港大學英國及比較文學系，並入住學生宿舍利瑪竇宿舍一年，認識其摰友陳修治醫生。丘在大學時自修法文，其後考獲法國政府獎學金在外深造，於法國巴黎第四大學高等研究院攻讀中國比較文學博士課程。後發現課程與理想不符，一年後退學回港。

## 寫作過程
從法國回港後，丘世文與陳冠中等集資出版《號外》雜誌，並受到陳鼓勵在雜誌發表文章。他用過多個筆名，其中分別以顧西蒙及胡冠文為筆名的《周日牀上》及《在香港長大》最為歡迎。其後博益出版社分別將作品結集成書，以城市筆記系列為名出版。1998年由青文書屋作新版發行。
1997年，丘為記念大學好友陳修治醫生撰寫《同行四分一世紀》，書中記錄兩人的認識，及陳與癌症抗爭的經過。
丘世文死後，譚國基醫生將兩人的書信結集成書，書名為《顧西蒙的信－譚國基與丘世文鴻雁十五年》。書中亦收錄了丘世文與二兄丘自強的書信。

### 周日牀上
在創辦號外時，丘世文接受陳冠中的建議，將其大學時的創作《瓶子裏的手稿》為骨幹，加入了現代城市的原素，寫成了《周日牀上》。陳為丘取了蒙西顧為筆名，因「丘」的讀鄉音發聲為「顧」。首篇《秘書Jenny》發表於《號外》雜誌1978年10月號。小說連載了50多篇。故事主要是主角顧西蒙一周的生活回想，大部份均是主角與同事及家庭（主要是父親）間之互動，還有顧對在英國念書的女朋友Mary的思念。《周》一書擁有很重的自傳成份，除了作者及顧同樣是大家庭出生外，兩者曾留學法國，丘與其妻子結婚前亦曾分隔兩地4年之久。

## 電台節目
- 講東講西（香港電台）
- 世界文學之旅（香港電台）

## 作品集
- 看眼難忘 在香港長大（增訂本），1998年12月，青文書屋 ISBN 962-7258-60-1
- 顧西蒙的信 譚國基與丘世文鴻雁十七年 ，由譚國基醫生整理與丘世文的書信寫成，2004年2月，青文書屋 ISBN 962-8158-25-2
- 香港老照片，與陶傑，文潔華，劉天賜合著，1999年1月，天地圖書 ISBN 962-950-389-1
- 同行四分一世紀 ，突破，10年後由中英劇團改編成舞台劇[4] ISBN 962-264-249-7
- 講東講西，與陶傑，文潔華，劉天賜，何弢合著，2002年7月，次文化堂 ISBN 962-992-064-6
- 講東講西2 反智對談錄，與陶傑，文潔華，劉天賜，何弢合著，2003年1月，次文化堂 ISBN 962-992-065-4
- 周日床上的顧西蒙，1998年1月，ISBN 962-7258-65-2
- 一人觀眾，1999年1月，ISBN 962-7258-66-0
- 慳稅精要 決策人系列 ，與袁忠合著，1990年11月，博益 ISBN 962-17-0796-X\